# كرايغ دبليو. ريتشاردز
كرايغ دبليو. ريتشاردز (بالإنجليزية: Craig W. Richards)‏ هو سياسي أمريكي، ولد في 1975 بماريتا في الولايات المتحدة. حزبياً، نشط في الحزب الجمهوري.